# Баку в период Второй мировой войны

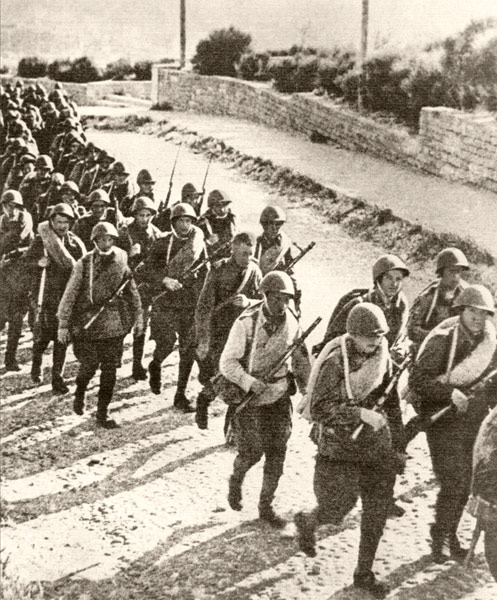
Батальон, отправляющийся на фронт, по дороге к станции Баладжары в Баку. 1942 год

Баку занимал особое место в захватнических планах нацистской Германии. Начальником Внешнеполитического управления НСДАП А. Розенбергом был составлен особый «План управления Кавказом», предполагавший включение Баку в сферу влияния нацистской Германии. Согласно плану, было необходимо оккупировать Баку к 25 сентября 1942 года.

## Военно-политическая ситуация
В марте 1941 года Адольфом Гитлером было издано указание, согласно которому вслед за оккупацией Баку, добыча, переработка, а также перевозка бакинской нефти обеспечивалось «Континентальным нефтяным обществом». Планировалось превращение Баку в крупный военный объект.
23 июля 1942 года Гитлер подписал директиву № 45 о проведении стратегической операции на Кавказе под кодовым названием «Эдельвейс». Согласно плану Эдельвейса, основные нефтяные районы Кавказа (Баку, Майкоп, Грозный) должны были быть оккупированы, а вермахт должен был снабжаться топливом, в котором он отчаянно нуждался, с этих территорий. Согласно плану Эдельвейса, направленному на исключительно стратегические цели немцев, Баку должен был быть оккупирован 25 сентября 1942 года. Немецкое военное командование планировало внезапную высадку войск в Баку, чтобы советские власти не смогли разрушить нефтяные месторождения. Подобный план был составлен также союзниками СССР — Англией и США и носил название «Вильвет».
В 1942—1943 годах было пресечено 74 попыток вторжения немецких воздушных сил в Баку.

## Военная и экономическая мобилизация
В городе был построен Бакинский автомобильный завод. Изготавливалось свыше 130 видов вооружений: ракеты «Катюша», истребители «Як-3», Р-39 «Аэрокобра» и УТИ-4, пистолет-пулемёт Шпагина и так далее.
Согласно Постановлению Государственного комитета обороны от 5 апреля 1942 года, в мае Бакинский корпусной район ПВО подвергся реорганизации, вследствие чего была сформирована Бакинская армия ПВО.
После объявления военного положения в сентябре 1942 года, был сформирован Бакинский оборонительный район.

## Экономическое положение

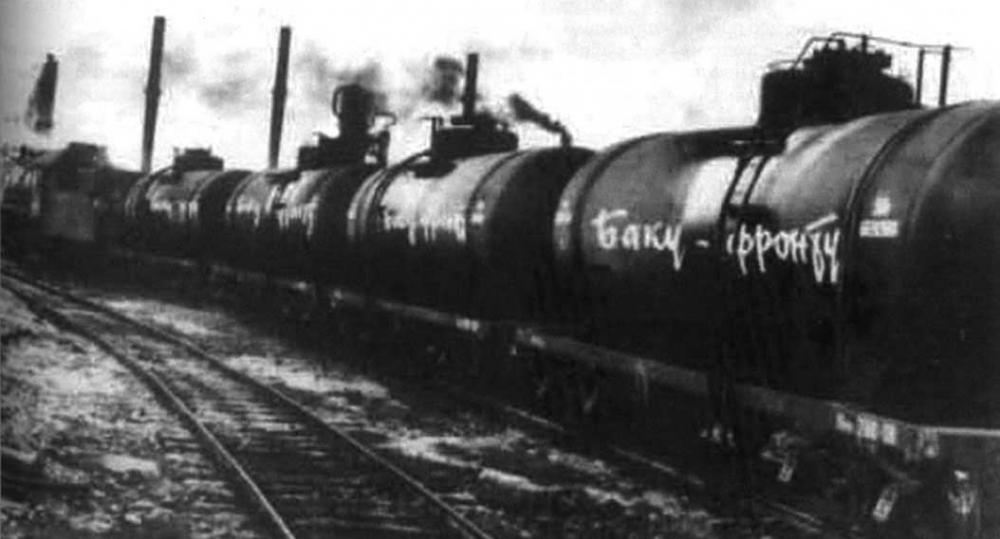
Отправка нефти на фронт. Баку, 1942 год

В 1940 году были заложены основы бурения сверхглубоких скважин на нефтяных промыслах Баку.
24 декабря 1940 года было принято постановление ЦК ВКП(б) «Об укреплении материально-технической базы и обеспечении развития добычи и переработки нефти в Бакинском нефтяном районе».
40 % промысловых рабочих составляли женщины.
В 1940 году 71,4 % всей добычи нефти, 80 % авиационного бензина, 90 % лигроина и керосина, 96 % автотракторных и промышленных масел в СССР давали бакинские предприятия.
22 июня 1941 года Баку был проведен массовый митинг рабочих.
В 1942 году в Баку открылась межкраевая школа разведки.
Осенью 1942 года было издано постановление Государственного Комитета Обороны, согласно которому девять бакинских контор бурения, нефтяные предприятия были переброшены в Башкирию, Куйбышев, Пермь, Оренбург с целью обеспечения ускоренного развития добычи нефти.
В 1942 году в городе была сооружена перевалочная эвакобаза для промышленных предприятий, которые направлялись в районы Средней Азии и Казахстана.
Также здесь находились завод по ремонту самолетов, эвакуированный завод Наркомата авиационной промышленности, завод по ремонту самолетов, завод по производству высокооктанового алкилбензола, филиал завода по испытанию новых образцов морского оружия.
На собрании общебакинского партийного актива в августе 1942 года было принято решение о возведении оборонительных сооружений вокруг города, а также о создании истребительных батальонов.

## Культура
В 1943 году на Бакинской киностудии был снят фильм «Подводная лодка Т-9».
23 января 1945 года была учреждена Академия наук Азербайджанской ССР.
По сей день в Баку стоят памятники героям войны — Мехти Гусейнзаде, Ази Асланову, Гераю Асадову, Габибулле Гусейнову, Кафуру Мамедову, Рихарду Зорге. Сооружены Мемориальный комплекс «Братская могила» и монумент памяти «1941-1945 годы».
Ежегодно 9 мая в Баку проводятся памятные мероприятия, посвященные «Дню Победы».

Памятники Героям Советского Союза в Баку
Надгробный памятник А. А. Асланову
Памятник М. Г. Гусейн-заде
Памятник Р. Зорге
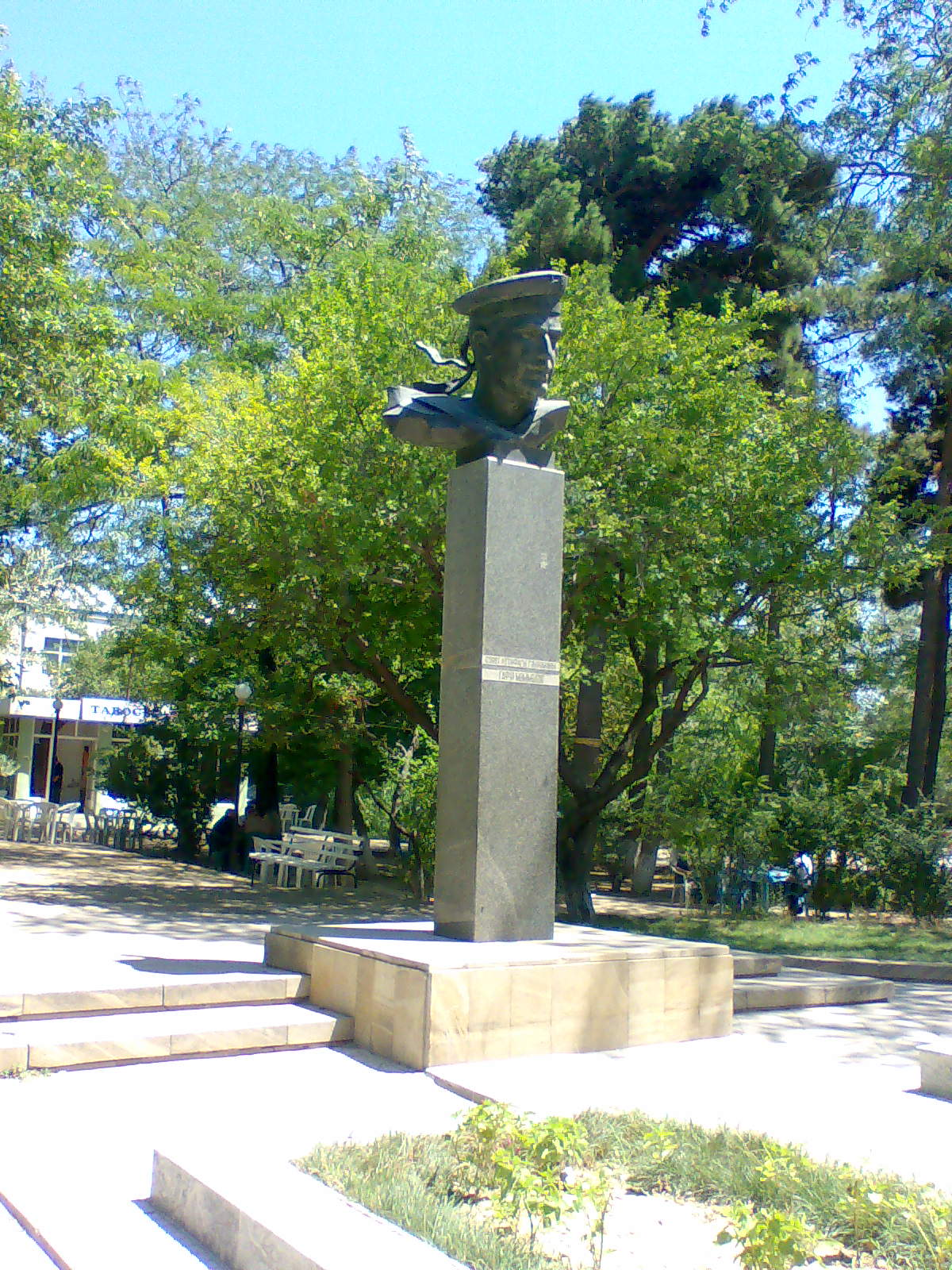
Памятник К. Н. Мамедову
Памятник Г. Э. Гусейнову

Мемориалы в память о Великой Отечественной войне в Баку
Монумент памяти «1941-1945 годы». Насиминский район
Мемориальный комплекс «Братская могила». Наримановский район
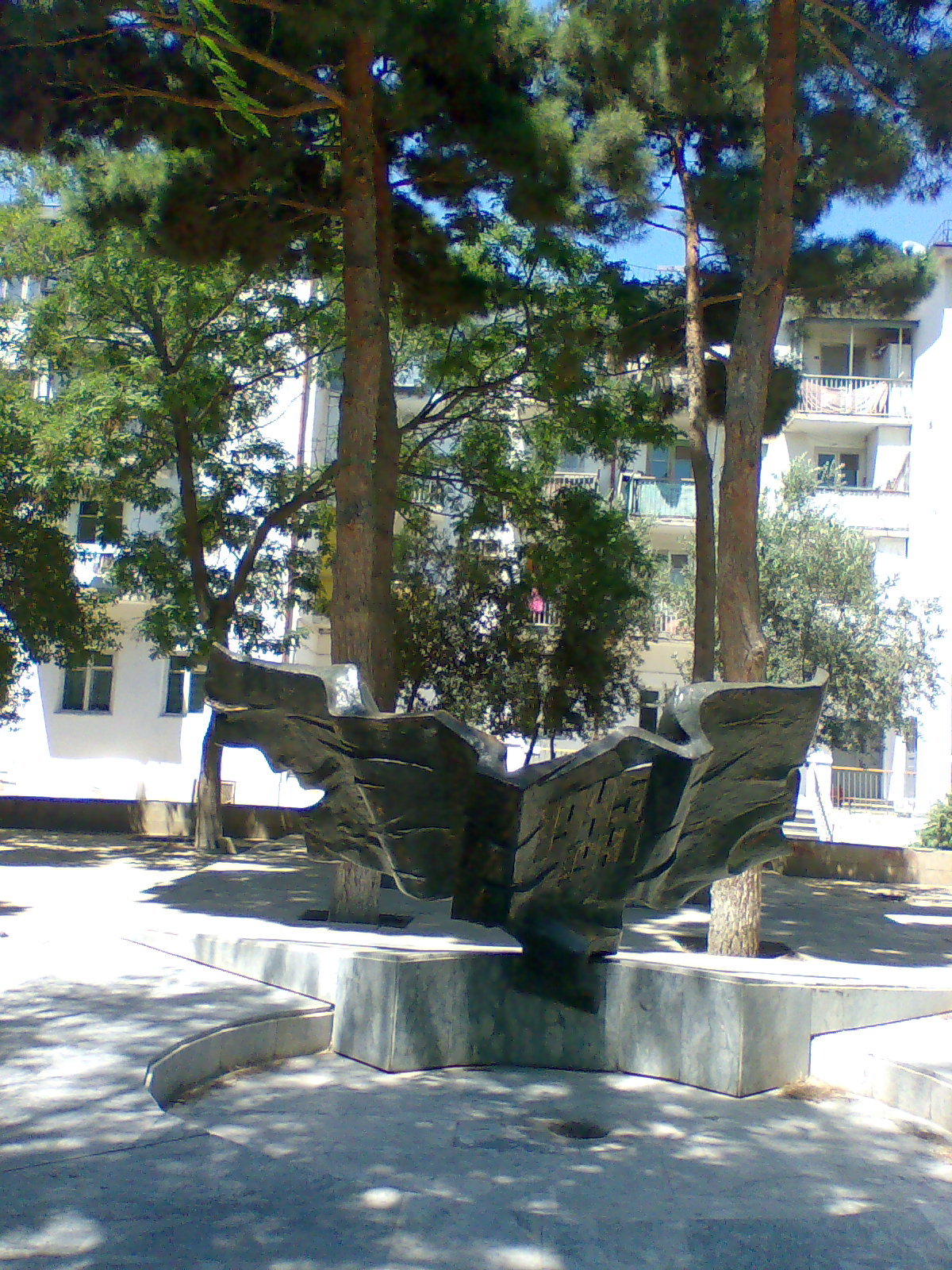
Сабаиловский район